# Matthäus Georg von Chandelle

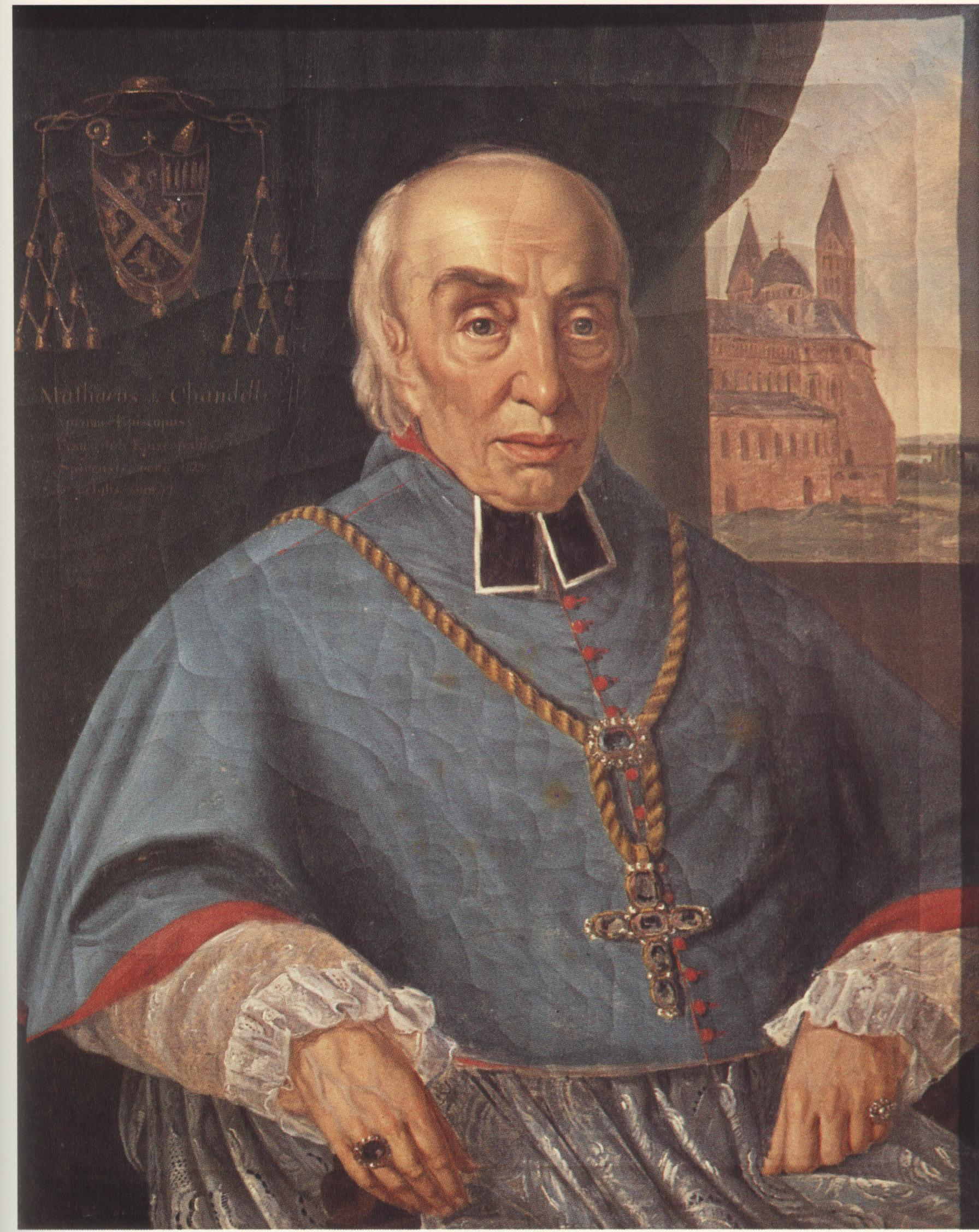
Bischof Matthäus von Chandelle, mit dem Dom von Speyer und seinem Wappen, gemalt von Joseph Kellerhoven

Matthäus Georg Chandelle, ab 1816 Ritter von Chandelle, (* 10. Dezember 1745 in Frankfurt am Main; † 30. Juni 1826 in Speyer) war von 1818 bis 1826 Bischof von Speyer.

## Jugend und Ausbildung
Matthäus Georg Chandelle war der Sohn des wohlhabenden Weinhändlers Nikolaus Chandelle und seiner Frau Anna Gertrude geb. Donett, Tochter des in Frankfurt tätigen Bildhauers Cornelius Andreas Donett (1683–1748). Sein älterer Bruder Andreas Joseph Chandelle (1743–1820) lebte als hoher Postbeamter und  Pastellmaler in Frankfurt.
Der kränkliche Junge hatte eine hohe Begabung und studierte bei den Jesuiten in Mainz Theologie. Nach dem Abschluss als Doktor der Theologie trat er in das Klerikalseminar in Mainz ein und empfing dort am 6. Juni 1769 die Priesterweihe.

## Tätigkeit in Mainz und Aschaffenburg
Für eine Tätigkeit in der Seelsorge war Chandelle körperlich zu gebrechlich, so arbeitete er zunächst als Erzieher und dann als Domkaplan des Mainzer Fürstbischofs Emmerich Joseph von Breidbach zu Bürresheim. Nachdem er 1775 zum Assessor am Generalvikariat in Mainz und 1780 zum Domizellar am Stift St. Peter in Fritzlar ernannt wurde, wechselte er später als Scholaster nach St. Peter in Mainz. Gleichzeitig wirkte er als Kanonikus an St. Gangolf. Er arbeitete mehrere Jahre am Metropolitangericht.
Nach der Besetzung von Mainz durch französische Revolutionstruppen im Ersten Koalitionskrieg 1792 verlor er seine linksrheinische Pfründen, die geistliche Gerichtsbarkeit wurde aufgehoben. Daher wechselte er zu Erzbischof Friedrich Karl Joseph von Erthal nach Aschaffenburg und wurde dort Offizial für den westlichen rechtsrheinischen Teil des Erzbistums Mainz und Leiter des Vikariats in Aschaffenburg. 1804 avancierte Chandelle zum Geheimen Rat und 1807 wurde er Direktor des Erzbischöflich Regensburgischen Generalvikariats in Aschaffenburg.
Chandelle erwarb sich in den folgenden Jahren große Verdienste, Erzbischof Karl Theodor von Dalberg ehrte ihn mit dem Komturkreuz des Concordienordens.

## Bischof von Speyer

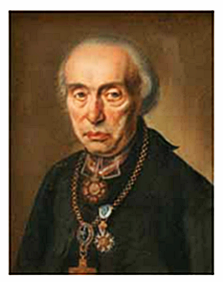
Matthäus Georg von Chandelle, gemalt von seinem Bruder Andreas Joseph Chandelle, 1810

1816 starb der Weihbischof von Aschaffenburg Joseph Hieronymus Karl Kolborn. Fürstbischof Dalberg schlug Chandelle zum Nachfolger vor, doch zeigte sich, dass bei der Neuordnung der Bistümer in Bayern dort kein Weihbischof mehr notwendig sein würde.
Am 25. Oktober 1817 wurde der Würzburger Weihbischof Gregor von Zirkel vom Bayerischen König zum ersten neuzeitlichen Bischof von Speyer ernannt. Noch bevor die päpstliche Bestätigung eintraf, starb Zirkel am 18. Dezember desselben Jahres. Wegen der fehlenden päpstlichen Zustimmung und Amtseinführung wird Zirkel nicht als erster Speyerer Bischof der neuen Diözese geführt. Dann bot man das Amt dem Mainzer Bischof Joseph Ludwig Colmar an, der es aber wegen seines fortgeschrittenen Alters ablehnte. Er schlug stattdessen seinen Generalvikar Johann Jakob Humann vor.
Schließlich entschied sich König Max I. Joseph überraschend für Matthäus Georg Chandelle und bestimmte ihn am 5. Februar 1818 zum ersten Bischof der wiedererstandenen Diözese Speyer. Diese Ernennung wurde am 18. Mai 1818 von Papst Pius VII. bestätigt. Erst am 9. November 1821 empfing Chandelle in München durch Nuntius Francesco di Serra-Cassano die Bischofsweihe, nachdem die Errichtung des Bistums rechtskräftig geworden war. Bis dahin war das Bistum durch den Mainzer Bistumsverweser Johann Jakob Humann mitverwaltet worden, dieser hatte auch das neue Domkapitel installiert.
Chandelle war bereits bei seiner Bischofsweihe schwer krank. In Speyer erfolgte die Inthronisation am 20. Januar 1822 in der Klosterkirche St. Magdalena, weil der Speyerer Dom durch die Kriegsschäden (Speyer war von den Franzosen geplündert worden) noch nicht benutzbar war. Als bayerischer Bischof erhielt er das Ritterkreuz des Verdienstordens der Bayerischen Krone, verbunden mit dem persönlichen Adelstitel.
Chandelle wünschte sich, Aschaffenburg zum Sitz seines Bistums zu machen. Er schlug dem Nuntius vor, das Gebiet des Fürstentums Aschaffenburg, das durch das Konkordat dem Bistum Würzburg zugesprochen worden war, dem Bistum Speyer zuzuteilen. Seine Begründung war, dass der zerstörte Speyerer Dom sich als Kathedrale nicht eigne und die finanziellen Möglichkeiten der Diözese erschöpft seien. Es fehle an Räumlichkeiten und Personal zur Einrichtung eines Domkapitels und eines Priesterseminars. Außerdem sei der größte Teil der Bevölkerung protestantisch, was zu Spannungen führen müsse, während Aschaffenburg katholisch sei. Auf diese Vorschläge ließ sich die päpstliche Kurie jedoch nicht ein.
Die Verhältnisse in Speyer gestalteten sich beim Amtsantritt des neuen Bischofs problematisch. Die Pfalz war den Behörden in München fremd, die Regierung in Speyer größtenteils mit Protestanten besetzt. Das neue Bistum musste aus mehr als 40 ehemaligen Territorien zusammenwachsen. Die ältere Priestergeneration stammte noch aus der Tradition der Reichskirche, die jüngeren Priester brachten aus Mainz eine eher aufklärungsfeindliche und strenge Kirchlichkeit mit.
Der Dom wurde innerhalb eines Jahres wieder als Bischofskirche für den Gottesdienst hergerichtet. Das erste Domkapitel, hauptsächlich Alumnen aus Mainz, war noch von Humann im Dezember 1821 vereidigt worden. Humann hatte alle Vorschläge gemacht, denn Chandelle kannte in seiner neuen Diözese noch niemanden. So waren das Domkapitel und der Bischof sich zunächst fremd. Zu den ersten Domkapitularen gehörten unter anderem die späteren Speyerer Bischöfe Johannes von Geissel und Nikolaus von Weis. Chandelle ernannte Dompropst Johann Valentin Metz zum Generalvikar. Die Kapitulare standen teilweise schon in hohem Alter, viele hatten keinerlei Erfahrung. In den folgenden Jahren kam es zu starken Spannungen zwischen Bischof und Domkapitel.

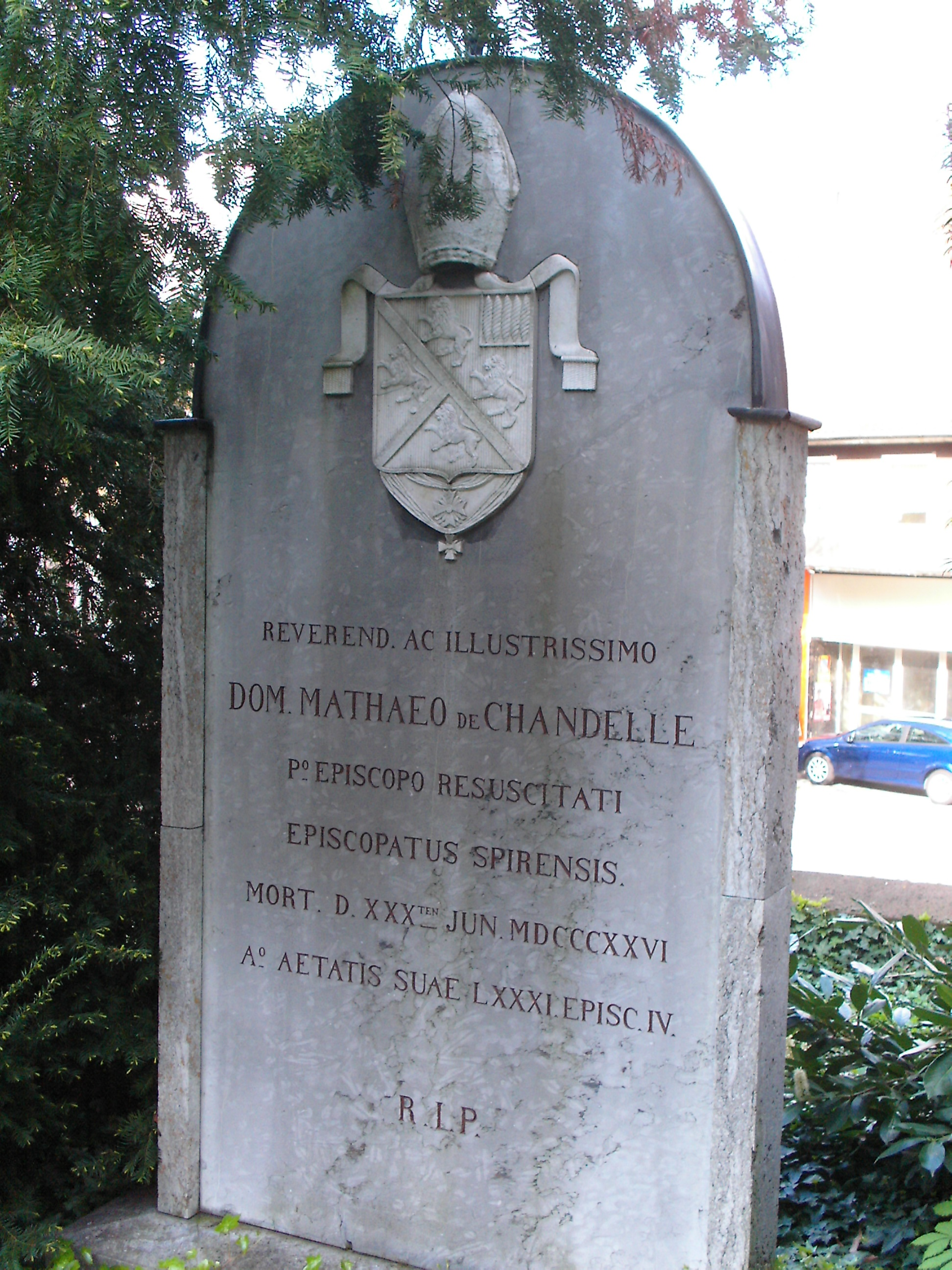
Grabstein Bischof Matthäus von Chandelle, Domkapitelsfriedhof bei St. Bernhard, Speyer

Eine erste Herausforderung bestand auch in der Besetzung der vakanten Pfarrstellen, die etwa ein Viertel der über 200 Pfarreien des Bistums ausmachten. Es fehlte allerdings an Priesternachwuchs, so dass zunächst ein eigenes Seminar aufgebaut werden musste. Bisher waren die Kandidaten in Mainz ausgebildet worden. Ein eigenes Priesterseminar wurde dem Bistum Speyer von der Regierung zunächst nicht bewilligt, so dass Chandelle den Theologiestudenten befahl, nach Aschaffenburg zu gehen. Dies führte zu Spannungen mit dem Seminar in Mainz. Chandelle half dem Priestermangel zunächst dadurch ab, dass er Priester aus der Gegend von Aschaffenburg, die er aus seiner Zeit persönlich kannte, nach Speyer abwarb. Das wiederum wurde sowohl vom Bistum Würzburg als auch vom Speyerer Klerus negativ aufgenommen.
Chandelle war ein geborener Bürokrat und ein geschickter Politiker, der jedoch mit der teils kirchenfeindlichen, teils gleichgültigen Regierung nicht immer erfolgreich verhandelte. Er erkannte allerdings das Recht der Regierung auf die Bestätigung kirchlicher Erlasse an und ging diese immer um eine Genehmigung an. Auf jene Weise erreichte er, dass seine Erlasse mit staatlicher Autorität durchgesetzt wurden. Der Entscheidungsspielraum des Bischofs war in den herrschenden Verhältnissen jedoch nur klein.
Mit dem eigenen Domkapitel verkehrte Chandelle nur schriftlich und er mied auch den Kontakt zu seinen Diözesanen. Reisen zu Firmungen unternahm er lediglich innerhalb der Rheinebene, da er durch seine körperliche Gebrechlichkeit keine langen Reisen unternehmen konnte. So kannten ihn die meisten Katholiken im Bistum nicht persönlich. Auch der Klerus missachtete seine Anordnungen immer wieder. Dies führte zu starken Spannungen.
Nachdem der Nuntius im Januar 1826 zum wiederholten Male Klagen über die Amtsführung Chandelles erhalten hatte (es wird vermutet, dass Domkapitular Nikolaus von Weis der Verfasser war), versuchte er, Chandelle zum Rücktritt zu bewegen. Chandelle wehrte sich dagegen und drohte, sich an König Ludwig I. zu wenden. Der Nuntius weihte jedoch selbst den König in einer Audienz ein, was aber zu keinem Ergebnis führte.
Einer der Vorwürfe gegen Chandelle war, dass er kaum Firmungen vornahm. Um dies zu entkräften, trat er am 6. Juni eine Firmreise in die Westpfalz an. Die Anstrengungen der Reise waren für ihn jedoch zu groß, so dass er schwer krank wurde und unmittelbar nach der Rückkehr, am 30. Juni 1826 starb.
Man bestattete Chandelle zunächst auf dem städtischen Friedhof. Erst später beantragte der Nuntius, dass die Bischöfe im Dom beigesetzt werden dürften, was Ludwig I. am 3. Oktober 1826 genehmigte. Chandelle wurde jedoch nicht umgebettet. Mit der Auflassung des Friedhofs verschwand das Bischofsgrab. Die Grabplatte befand sich zunächst in der Nähe des Königschores, wechselte danach mehrmals den Standort und befindet sich heute auf dem Friedhof der Domherren bei St. Bernhard.